# Dimnjak
Dimnjak je okomita konstrukcija na građevinama ili primjerice brodovima za ispuštanje dima, plina, pare iz peći, reaktora, toplana ili industrijskih postrojenja u atmosferu. Većina ih je izgrađena okomito, da plinovi mogu što lakše izaći na temelju efekta dimnjaka.

## Vanjske poveznice
- Dimnjaci na webstranici structurae.de, njem.